# Erysimum babadagense
Erysimum babadagense är en korsblommig växtart som beskrevs av Prima. Erysimum babadagense ingår i släktet kårlar, och familjen korsblommiga växter. Inga underarter finns listade i Catalogue of Life.